# 嘉文思
嘉文思 MP（？年—）是一位加拿大政客和前金融業高層管理人員。他是加拿大自由黨的黨員，在2025年加拿大联邦大選中當選為代表艾靈頓—羅倫斯選區的国会议员。 
嘉文思擁有約克大學文學士学位、維拉諾瓦大學商學院工商管理硕士学位和伦敦政治经济学院硕士学位。 他在參加選舉政治之前曾担任过一些政治职务，其中包括加拿大總理府保罗·马丁的特别助理和多伦多市长莊德利的首席秘书。 嘉文思也曾在投资银行工作，担任多家机构的董事会成员，其中包括Postmedia Network （他在该公司董事会中以自由派的声音确保其報導平衡）、 加拿大基础设施银行和世界自然基金会加拿大分会，此外，他還曾在Roynat Capital、 Vancity和 AgriRoots Private Credit Fund 任职。 他还创立了非营利性组织「Project Engagement」，旨在缓解短期贫困，同时为那些陷入长期贫困循环的人寻找解决方案，措施包括为儿童提供餐食和玩具。而在其中一年，该组织收集了 4 万公斤食物用于分发。 
在他的女兒經歷了与安省醫療系统相关的可怕经历后，嘉文思目睹了道格·福特领导下，醫療系统的「彻底混乱」，这促使他辭去在Postmedia的職位，並投入政壇。 
嘉文思在2025年安大略省大选中代表自由黨在艾靈頓—羅倫斯選區參選，但以167票之差敗予進步保守黨候选人古美素。 
同年，他再次在艾靈頓-羅倫斯選區競選，卻是在聯邦大選中接替成為總理幕僚長而不再連任的門迪奇諾作為自由黨候選人參選。在這次選舉中，嘉文思以些微優勢擊敗了該區前市議員，以及前TTC主席史嘉倫 (Karen Stintz)，當選為代表該選區的國會議員。 

## 個人生活
他是意大利裔加拿大人，育有两名女儿。 